# Ladan y Laleh Bijani
Ladan y Laleh Bijani (en persa: لادن و لاله بیژنی; Firuzabad, Fars, Irán, 17 de enero de 1974 - Ciudad de Singapur, Singapur, 8 de julio de 2003) fueron dos siamesas iraníes que estaban unidas por la cabeza. El 8 de julio de 2003 se sometieron a una operación para tratar de separarse, pero no fue exitosa y ambas fallecieron.

## Biografía
Nacieron en Firuzabad, una ciudad en el suroeste de Irán, siendo parte de una familia de humildes agricultores de la aldea de Lohrasb. Las hermanas Bijani fueron abandonadas en un hospital en 1979, después que los médicos que las trataban, tuvieron que irse repentinamente hacia Estados Unidos durante la revolución en Irán. Los padres de las Bijani no encontraron a las hermanas nuevamente hasta varios años después en la ciudad de Karaj, cerca de Teherán, donde el Dr. Alireza Safaian las había adoptado. Aunque Dadollah Bijani ganó la custodia contra Safaian, las hermanas decidieron pasar su infancia con el médico.
Se enfrentaron a algunas dificultades debido a su naturaleza. Como tenían que estudiar juntas, era necesario escoger una carrera común. Ladan quería ser abogada, mientras Laleh quería ser periodista; al final, ambas estudiaron leyes, durante cuatro años en la Universidad de Teherán. La mayoría de las otras decisiones personales también tuvieron que cumplirse con la aprobación mutua. Por estas y otras razones, habían querido separarse desde que eran niñas. Laleh esperaba emigrar a Teherán, para estudiar periodismo, mientras que su hermana quería continuar con estudios de postgrado en derecho y luego pasar a Shiraz.
Además, las hermanas tenían diferentes caracteres y aficiones. Mientras a Laleh le gustaba, entre otras cosas, jugar juegos de computadora, Ladan prefería la programación. Ladan también describió a su hermana como más introvertida y a ella misma como muy habladora.

## Separación mortal
En 1996, viajaron a Alemania, tratando de convencer a los médicos de allí para separarlas; sin embargo les fue negada la operación, aludiendo al alto riesgo de la cirugía.
En noviembre de 2002, después de reunirse con el Dr. Keith Goh, un neurocirujano singapurense que separó con éxito a las hermanas Shrestha de Nepal (Ganga y Jamuna), también unidas por la cabeza, aceptó finalmente, para lo cual, tuvieron que viajar a Singapur. A pesar de los altos riesgos a los cuales estaban expuestas, insistieron en su decisión, generando un bombardeo mediático internacional.
Después de siete meses en el país del sudeste asiático haciendo extensas evaluaciones legales y psiquiátricas, fueron sometidas a cirugía el 6 de julio de 2003, bajo el cuidado de un amplio equipo de especialistas internacionales en el Hospital Raffles, integrado por 28 cirujanos, incluyendo al neurocirujano de renombre mundial Benjamin Carson y un equipo de 100 personas de apoyo que trabajaban en turnos. Una silla de diseño especial se utilizó para que la operación se realizara con las dos hermanas en una posición sentada.
El intento de separar a las gemelas resultó ser muy difícil, debido a que sus cerebros compartían una importante vena (del seno sagital superior), habiéndose fusionado. La separación se realizó el 8 de julio de 2003, pero se anunció entonces que los gemelas estaban en condición crítica, debido a una gran pérdida de sangre por la complejidad de la operación.
La etapa de separación de la cirugía terminó a las 13:30 (hora de Singapur, UTC +8), pero hubo pérdida de sangre significativa durante el proceso de reparación de los vasos sanguíneos, y Ladan Bijani murió alrededor de las 14:30 en la mesa de operaciones; su hermana Laleh murió poco tiempo después, a las 16:00. Las muertes fueron anunciadas por el presidente del Hospital Raffles, el Dr. Loo Choon Yong.

## Entierros
Las hermanas fueron enterradas de acuerdo a las creencias tradicionales musulmanas en diferentes tumbas, una al lado de la otra, en Lohrasb. Las hermanas donaron sus bienes a los niños ciegos y huérfanos.
Un documental sobre la operación fue transmitido poco después. Más tarde, en Irán fue nombrado el 17 de enero como el día de la esperanza.